# هوپ ولی، استرالیای جنوبی
هوپ ولی (به انگلیسی: Hope Valley) یک حومه شهر در استرالیا است که در استرالیای جنوبی واقع شده‌است.